# Alina Chan
Yujia Alina Chan ist eine kanadische Molekularbiologin, spezialisiert in Gentherapie und Zelltechnik, des Broad Institute. Seit der COVID-19-Pandemie beschäftigt sie sich damit, ob SARS-CoV-2 einen natürlichen Ursprung hat oder ob ein Labor-Szenario möglich sein könnte.

## Werdegang
Chan ist kanadische Staatsbürgerin. Sie stammt aus einem singapurischen Elternhaus und wurde in Vancouver, British Columbia geboren. Chan wuchs in Singapur auf, kehrte aber mit 16 nach Kanada zurück und besuchte dort eine kanadische Highschool. Chan studierte Biochemie und Molekularbiologie an der University of British Columbia und schloss mit einem PhD ab. Sie war Postdoktorin des Stanley Zentrums für Psychiatrieforschung am Broad Institute, wo sie anschließend als wissenschaftliche Beraterin für die Vector Engineering Group weiterarbeitete.

## Funktion in der COVID-19-Pandemie
Chan wurde während der COVID-19-Pandemie bekannt, da sie sich mit der Labor-These befasste und diese populär machte. Chan schrieb dazu im Wall Street Journal sowie im Daily Telegraph und später im Popular Science Magazine, zusammen mit 18 Wissenschaftlern, mit denen sie den Ursprung von SARS-CoV-2 untersuchte. Sie hält einen Laborursprung für sehr wahrscheinlich. Dies führte sie auch in einem Meinungsartikel in der New York Times im Juni 2024 aus.
Chan leitete beim Broad Institute das Open-Source-Projekt COVID-19 Coronavirus Genetics, welches die genetische Entwicklung des SARS-CoV-2-Virus verfolgt. Sie verwendete dafür Preisgelder des BroadIgnite Award, den sie 2020 erhielt.

## Schriften
- Alina Chan, Matt Ridley: Viral: The Search for the Origin of COVID-19. Harper, 2021, ISBN 978-0-06-313912-1, S. 416 (englisch).